# 少林拳
少林拳在清未民初以來，泛指中国武术中的一个拳法流派，主要分为北派和南派。本條目的少林拳不是指現今從少林寺發展出來的少林派。

## 北派少林拳
北派少林拳大致可分為『長拳』和『短打』兩個系統。

### 長拳類
長拳類以遠距離攻握的技法為主，具有代表性的套路有少林長拳、少林大戰拳等；與長拳同類型的有北派太祖拳、梅花拳、北派羅漢拳、六合拳和螳螂拳中的小虎燕；此外與查拳和大、小洪拳等拳種也有不少相同之處。其動作大體上是在一條橫線上往復演練，還包含有二起腳、旋風腳、掃膛腿等動作。

### 短打類
短打類以近戰技法為主，用肘、膝、肩從近距離進行攻擊的技法多，具有代表性的套路有文短打、少林短戰拳，同類型的有練彈腿的人多習練的六路短拳和六通短打等，一般人們都是長拳、短打兼練。
無論是長拳，還是短打，行拳的基本姿勢都是共同的，都是採用弓箭式、騎馬式、虛式、四六式、獨立式、坐盤式、仆腿式等姿勢構成拳路，這些原則與大架太極拳也完全相同。世上有不少人認為少林拳和太極拳是兩種完全不同的拳法，實際上兩者不同的地方只是練法和應敵法不同，基本姿勢和擊技都是相同的。

## 南派少林拳門派
根據清末武術小說『聖朝鼎盛萬年青』所描寫：少林五老中的至善禪師為福建少林寺和尚，五枚大師為雲南白鶴山尼姑，紅眉道人首徒。傳說稱從『南少林寺』發展出來的門派有下列幾種：
- 洪拳

此派是南派最大的一個門派，相傳是福建省茶商洪熙官從少林寺至善禪師和尼僧方永春學來後創始的。
- 劉家拳

相傳係廣東省劉三眼從少林和尚學來後創始的。劉三眼還擅長棍法。
- 蔡家拳

相傳係蔡九儀從少林寺一貫禪師學來後而創始的。
- 莫家拳

相傳係廣東莫清嬌從蔡九儀學來後經過瑞意加工而自立的一派。此派尤精腿法。
以上述四個門派，加上從東江潮汕傳出的李家拳，統稱為以廣東為中心的南派五大門
- 李家拳

相傳是二百多年前廣東新會人李友山改良自五形拳而成的。
- 咏春拳

相傳詠春年滿15時，有當地土豪垂涎其姿色，前來逼婚。大涼山白鶴觀有河南嵩山少林寺武僧出身的五枚法師攜詠春返山，授以武藝。
- 白鶴拳

相傳係由福建人方慧石把少林拳遺法傳給其女兒方七娘，以後又仿效鶴的動作而創編的。
- 南派螳螂拳

相傳係福建人周亞南在少林寺修行後，參照螳螂的動作而創編的。
- 佛家拳

相傳係少林寺清草和尚『有一說是杏隱禪師』傳給廣東陳亨所創的。
- 譚家三展拳

相傳係由廣東譚義均從少林寺至善禪師『有一說是感法禪師』學來後而創編的。
以上述各門派拳法至今在香港、台灣仍有許多人傳習，其中幾個門派互相融合又形成了洪佛派、蔡李佛派、洪頭蔡尾派以及五祖派等拳派。